# Waco (mini-série)
 (février 2018).
Si vous disposez d'ouvrages ou d'articles de référence ou si vous connaissez des sites web de qualité traitant du thème abordé ici, merci de compléter l'article en donnant les références utiles à sa vérifiabilité et en les liant à la section « Notes et références ».
Pour les articles homonymes, voir Waco.
Waco est une mini-série américaine en six parties de 42 minutes fondée sur le siège de Waco, développée par John Erick Dowdle et Drew Dowdle, et diffusée depuis entre le 24 janvier et le 28 février 2018 sur Paramount Network.
En France, la série est mise en ligne sur Paramount+.

## Synopsis
Waco raconte l'affrontement opposant le FBI (Federal Bureau of Investigation), l'ATF (« Bureau of Alcohol, Tobacco, Firearms and Explosives »), contre la branche spirituelle de David Koresh, surnommés « les Davidiens », à Waco (Texas). 
Au mois de février 1993, ce qui devait être une simple perquisition pour port d'armes illégales, se transforma en un siège de 51 jours.

## Distribution

### Acteurs principaux
- Michael Shannon (VFB : Philippe Résimont) : Gary Noesner
- Taylor Kitsch (VFB : Alexandre Crépet) : David Koresh
- Andrea Riseborough (VFB : Claire Tefnin) : Judy Schneider
- Paul Sparks (VFB : David Manet) : Steve Schneider (en)
- Rory Culkin (VFB : Maxime Van Santfoort) : David Thibodeau (en)
- Shea Whigham (VFB : Jean-Michel Vovk) : Mitch Decker
- Melissa Benoist (VFB : Séverine Cayron) : Rachel Koresh
- John Leguizamo (VFB : Karim Barras) : Jacob Vazquez
- Julia Garner (VF : Zina Khakhoulia) : Michelle Jones
- Glenn Fleshler (en) (VFB : Michel Hinderyckx) : Tony Prince

### Acteurs récurrents
- Demore Barnes (VFB : Claudio Dos Santos) : Wayne Martin (en)
- Duncan Joiner : Cyrus Koresh
- Annika Marks (en) : Kathy Schroeder
- Tait Fletcher	: Brad Branch (en)
- Vivien Lyra Blair : Serenity Jones
- J.B. Tuttle : Davey Jones
- Camryn Manheim : Balenda Thibodeau
- Darcel Danielle : Sheila Martin
- Cayen Martin : Jamie Martin
- Eric Lange (VFB : Thierry Janssen) : Ron Engelman
- Michael Hyland (VFB : Frédéric Clou) : Walter Graves
- Rich Ting : Lon Horiuchi
- Christopher Stanley (en) (VFB : Olivier Cuvellier) : Edward Wiggins
- Andy Umberger : Perry Jones
- Eli Goodman (en) : Barry Skinner
- Ryan Jason Cook : Derek Ludlow
- Kimberly Kiegel : Catherine Matteson
- Kimberly Bigsby : Jaydean Wendell
- Kenneth Miller : Mike Schroeder
- Stephanie Kurtzuba (en) : Carol Noesner
- Steven Culp : Jeff Jamar (en)
- David Grant Wright : James Tabor (en)
- David Thibodeau (en) : un homme menotté (caméo)

 Source et légende : version française (VF) sur RS Doublage et cartons du doublage français sur Paramount+.
- Version française
  - Société de doublage : VSI-Paris
  - Direction artistique : Aurélien Ringelheim (Belgique) et Benoît Du Pac (France)
  - Adaptation des dialogues : Yannick Ladroyes Del Rio, Valérie Tatéossian et Vanessa Bertran

## Épisodes
1. Visions et présages (Visions and Omens)
2. Ceux d'en face (The Strangers Across the Street)
3. Opération commando (Operation Showtime)
4. Du sang et du lait (Of Milk and Men)
5. La guerre du temps (Stalling for Time)
6. Au 51ème jour (Day 51)